# Amotape nationalpark
Amotape nationalpark (spanska:  Parque Nacional Cerros de Amotape ) är en nationalpark i norra Peru, i regionerna Piura och Tumbes. 
Nationalparken är 151 561 hektar stor och inrättades i juli 1975.